# Rzeczpospolita (régime politique)
Pour l’article homonyme, voir Rzeczpospolita (journal).
Rzeczpospolita (mot polonais pour « république », calque du latin res publica, littéralement « chose publique ») est le nom de l'État polonais à partir de l'adoption du régime parlementaire.

Armoiries de la république des Deux Nations.

- Rzeczpospolita Obojga Narodów (république des Deux Nations), 1569-1795, fruit de l'union de Lublin (traité politique signé le 1er juillet 1569 à Lublin), qui unit le royaume de Pologne et le grand-duché de Lituanie en une seule monarchie nobiliaire, élective et parlementaire. Cet État cesse d'exister en 1795, à la suite du troisième partage de ses territoires par les pays voisins.
- Rzeczpospolita Polska (république de Pologne), 1918-1945, appelée aussi Druga Rzeczpospolita (Deuxième République) du fait de sa renaissance après 123 ans d'occupation par les puissances voisines. Pendant la Seconde Guerre mondiale, quand la Pologne est de nouveau occupée, la continuité de cet État est assurée par le gouvernement polonais en exil à Londres. Reconnu par les Alliés pendant le conflit, il cesse de l'être après la guerre, quand l'Union soviétique instaure à Varsovie un nouveau régime communiste. Néanmoins, le gouvernement en exil continue de fonctionner d'une façon symbolique afin d'entretenir l'espoir du recouvrement de l'indépendance.
- Polska Rzeczpospolita Ludowa (république populaire de Pologne), 1945-1989 (nom constitutionnel de 1952 à 1989), le régime communiste où toutes les fonctions de direction de l'État sont transférées vers le Parti ouvrier unifié polonais, sous le contrôle du Parti communiste de l'Union soviétique.
- Rzeczpospolita Polska (république de Pologne) ou Trzecia Rzeczpospolita (Troisième République), depuis 1989, qui se présente comme la continuatrice de la Deuxième République, après que les insignes du pouvoir ont été transmis par le dernier président polonais en exil Ryszard Kaczorowski au premier président polonais démocratiquement élu dans le pays, Lech Wałęsa, en 1990.